# Coatzacoalcos (stad)
Coatzacoalcos is een havenstad in de Mexicaanse deelstaat Veracruz, aan de monding van de Río Coatzacoalcos. Coatzacoalcos heeft 234.174 inwoners (census 2005) en is de hoofdplaats van de gemeente Coatzacoalcos.
De stad is de zetel van het rooms-katholieke bisdom Coatzacoalcos.

## Geschiedenis
De naam Coatzacoalcos komt uit het Nahuatl en betekent "plaats waar de slang zich verstopt". In de Mayataal heette de stad Teozácuánco. Coatzacoalcos was voor het eerst bewoond door de Olmeken. Naar verluidt is Topiltzin Ce Acatl Quetzalcoatl erdoorheen getrokken op reis naar het zuiden of er aangekomen en vertrokken. In 1522 werd het onderworpen door Gonzalo de Sandoval. Van 1910 tot 1936 stond de stad bekend onder de naam Puerto México.

## Geboren
- La Malinche (ca. 1502 - ca. 1529), tolk, geliefde en adviseur van conquistador Hernán Cortés
- Salma Hayek (1966), actrice